# Campagnac (Tarn)
Campagnac is een gemeente in het Franse departement Tarn (regio Occitanie) en telt 108 inwoners (2009). De plaats maakt deel uit van het arrondissement Albi.

## Geografie
De oppervlakte van Campagnac bedraagt 7,3 km², de bevolkingsdichtheid is dus 14,8 inwoners per km².
De onderstaande kaart toont de ligging van Campagnac (Tarn) met de belangrijkste infrastructuur en aangrenzende gemeenten.

## Demografie
Onderstaande figuur toont het verloop van het inwonertal (bron: INSEE-tellingen).
1. ↑  Populations de référence 2022.